# Arm's Length
Arm's Length is een nummer van de Britse muzikant Sam Fender uit 2025. Het is de derde single van zijn derde studioalbum People Watching.

## Achtergrondinformatie
"Arm's Length" gaat over een disfunctionele relatie. Ook gaat het over vermijding en vluchtgedrag, liet de singer-songwriter weten op X. Fender schreef het nummer heel snel en het was niet de bedoeling dat die op het album kwam. Toen Fenders bandlid Brooke Bentham erbij kwam zitten, haalde die Fender over om het nummer toch op de plaat te zetten. Ze verklaarde hem voor gek het als hij dat niet zou doen.
Het nummer leverde Fender een bescheiden hit op in het Verenigd Koninkrijk, waar het de 14e positie bereikte. In Nederland bereikte de plaat een 24e positie in de Tipparade.

## Tracklijst
Muziekdownload
1. "Arm's Length" - 3:47